# Rollstuhlrugbynationalmannschaft der Vereinigten Staaten
Die Rollstuhlrugbynationalmannschaft der Vereinigten Staaten vertritt die Vereinigten Staaten bei internationalen Turnieren im Rollstuhlrugby. Sie untersteht dem United States Olympic Committee. Mit vier Weltmeistertiteln und zwei Goldmedaillen bei Paralympischen Spielen ist in diesem Sport sie die erfolgreichste Nationalmannschaft überhaupt.
Erzrivale des Teams ist die kanadische Mannschaft. Die Rivalität der beiden Mannschaften steht im Mittelpunkt des Dokumentarfilms Murderball (2005), der zur Zeit der Sommer-Paralympics 2004 in Athen gedreht wurde.

## Erfolge bei Meisterschaften

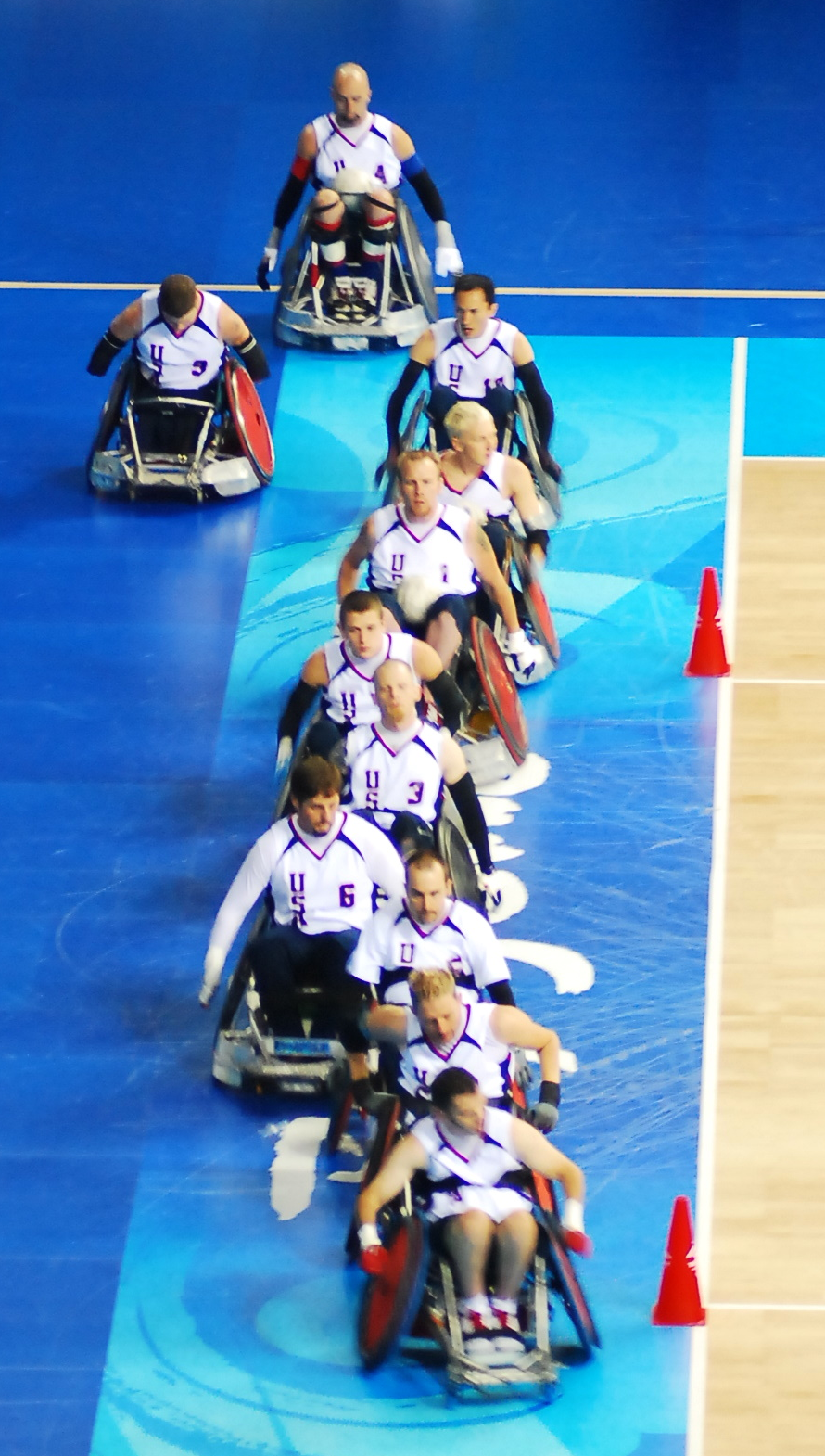
Das Team USA bei den Sommer-Paralympics 2008 in Peking

### Weltmeisterschaft
- Teilnahmen: 1995, 1998, 2002, 2006, 2010
- Gold: 1995, 1998, 2006, 2010
- Silber: 2002

### Amerika-Meisterschaft
- Teilnahmen: 2009, 2011
- Gold: 2009, 2011

### Paralympische Spiele
- Teilnahme: 2000, 2004, 2008, 2012
- Gold: 2000, 2008
- Bronze: 2004, 2012